# Val d'allier Saint Yorre-Joze
Val d'allier Saint Yorre-Joze este o arie protejată (arie de protecție specială avifaunistică — SPA) din Franța întinsă pe o suprafață de 5.650 ha, integral pe uscat.

## Localizare
Centrul sitului Val d'allier Saint Yorre-Joze este situat la coordonatele 45°56′39″N 3°23′17″E / 45.94417°N 3.38806°E.

## Înființare
Situl Val d'allier Saint Yorre-Joze a fost declarat arie de protecție specială avifaunistică în baza directivei 79/409 din 1979 referitoare la conservarea păsărilor sălbatice pentru a proteja 79 de specii de animale.

## Biodiversitate
Situată în ecoregiunea continentală, aria protejată nu include niciun habitat protejat.
La baza desemnării sitului se află mai multe specii protejate de  păsări (79): lăcar-de-lac (Acrocephalus scirpaceus), fluierar de munte (Actitis hypoleucos), pescăruș albastru (Alcedo atthis), rață sulițar (Anas acuta), rață lingurar (Anas clypeata), rață pitică (Anas crecca), rață fluierătoare (Anas penelope), rață mare (Anas platyrhynchos), rață cârâitoare (Anas querquedula), rață pestriță (Anas strepera), gâscă cenușie (Anser anser), fâsă-de-câmp (Anthus campestris), stârc cenușiu (Ardea cinerea), stârc roșu (Ardea purpurea), ciuf de câmp (Asio flammeus), rață-cu-cap-castaniu (Aythya ferina), rața moțată (Aythya fuligula), Bubulcus ibis, Bucephala clangula, pasărea ogorului (Burhinus oedicnemus), fugaci de țărm (Calidris alpina), fugaci mic (Calidris minuta),  prundaș gulerat mic (Charadrius dubius), prundaș gulerat mare (Charadrius hiaticula), chirighiță-cu-obraz-alb (Chlidonias hybridus), chirighiță neagră (Chlidonias niger), barză albă (Ciconia ciconia), barză neagră (Ciconia nigra), șerpar (Circaetus gallicus), erete de stuf (Circus aeruginosus), erete vânăt (Circus cyaneus), erete cenușiu (Circus pygargus), lebădă de vară (Cygnus olor), ciocănitoarea de stejar (Dendrocopos medius), ciocănitoare neagră (Dryocopus martius), egretă albă (Egretta alba), egretă mică (Egretta garzetta), șoim de iarnă (Falco columbarius), șoim călător (Falco peregrinus), lișiță (Fulica atra), becațină comună (Gallinago gallinago), găinușă de baltă (Gallinula chloropus), cocor (Grus grus), acvilă pitică (Hieraaetus pennatus), sfrâncioc roșiatic (Lanius collurio), Larus argentatus, pescăruș sur (Larus canus), pescăruș negricios (Larus fuscus), Larus michahellis, pescăruș mic (Larus minutus), pescăruș râzător (Larus ridibundus), sitar de mâl (Limosa limosa), ciocârlie de pădure (Lullula arborea), becațină mică (Lymnocryptes minimus), ferestrașul mare (Mergus merganser), gaia neagră (Milvus migrans), gaia roșie (Milvus milvus), culic mare (Numenius arquata), stârc de noapte (Nycticorax nycticorax), vultur pescar (Pandion haliaetus), viespar (Pernis apivorus), Phalacrocorax carbo sinensis, bătăuș (Philomachus pugnax), ciocănitoare verzuie (Picus canus), ploier auriu (Pluvialis apricaria), corcodel mare (Podiceps cristatus), corcodel-cu-gât-negru (Podiceps nigricollis), cristei de baltă (Rallus aquaticus), sitar de pădure (Scolopax rusticola), chiră mică (Sterna albifrons), chiră de baltă (Sterna hirundo), corcodel mic (Tachybaptus ruficollis), călifar alb (Tadorna tadorna), fluierar negru (Tringa erythropus), fluierar de mlaștină (Tringa glareola), fluierar cu picioare verzi (Tringa nebularia), fluierarul de zăvoi (Tringa ochropus), fluierarul cu picioare roșii (Tringa totanus), nagâț (Vanellus vanellus).
Pe lângă speciile protejate, pe teritoriul sitului au mai fost identificate 28 de specii de păsări.